# Окампо (муниципалитет Коауилы)
Окампо (исп. Ocampo) — муниципалитет в Мексике, штат Коауила, с административным центром в одноимённом городе. Численность населения, по данным переписи 2020 года, составила 9642 человека.

## Общие сведения
Название Ocampo дано в честь мексиканского политика Мельчора Окампо.
Площадь муниципалитета равна 26024 км², что составляет 17,17 % от общей площади штата, а наивысшая точка — 2240 метров, расположена в поселении Мадерас-дель-Кармен.
Он граничит с другими муниципалитетами штата Коауила: на севере с Акуньей, на востоке с Мускисом, Сан-Буэнавентурой и Нададоресом, на юге с Ламадридом и Куатро-Сьенегасом, на западе с Сьерра-Мохада, а также на севере проходит государственная граница с США.

## Учреждение и состав
Муниципалитет был образован 3 июля 1890 года, в его состав входит 127 населённых пунктов, самые крупные из которых:
| Код INEGI                  | Населённый пункт                                                                  | Численность населения (2005 год) | Численность населения (2010 год) | Численность населения (2020 год) |
| -------------------------- | --------------------------------------------------------------------------------- | -------------------------------- | -------------------------------- | -------------------------------- |
| 023                        | Всего                                                                             | 10183                            | 10991                            | 9642                             |
| 0001                       | Окампо (исп. Ocampo) 27°18′40″ с. ш. 102°23′51″ з. д. (административный центр)    | 3282                             | 3679                             | 3651                             |
| 0453                       | Лагуна-дель-Рей (исп. Laguna del Rey) 27°01′52″ с. ш. 103°22′03″ з. д.            | 2415                             | 2651                             | 2369                             |
| 0410                       | Чула-Виста (исп. Chula Vista) 27°02′26″ с. ш. 103°21′51″ з. д.                    | 1358                             | 1671                             | 1840                             |
| 0017                       | Бокильяс-дель-Кармен (исп. Boquillas del Carmen) 29°11′18″ с. ш. 102°56′06″ з. д. | 117                              | 110                              | 202                              |
| 0104                       | Сан-Мигель (исп. San Miguel) 28°38′17″ с. ш. 102°56′49″ з. д.                     | 243                              | 259                              | 183                              |
| 0094                       | Ла-Росита (исп. La Rosita) 28°26′59″ с. ш. 103°17′54″ з. д.                       | 286                              | 257                              | 153                              |
| 0010                       | Эль-Аликанте (исп. El Alicante) 27°56′20″ с. ш. 103°34′12″ з. д.                  | 211                              | 209                              | 112                              |
| —                          | Прочие                                                                            | 2271                             | 2155                             | 1132                             |
| Названия на карте Генштаба |                                                                                   |                                  |                                  |                                  |

## Экономика
По статистическим данным 2000 года, работоспособное население занято по секторам экономики в следующих пропорциях:
- сельское хозяйство и скотоводство — 20,2 %;
- производство и строительство — 47,9 %;
- торговля, сферы услуг и туризма — 28,7 %;
- безработные — 3,2 %.

## Инфраструктура
По статистическим данным 2010 года, инфраструктура развита следующим образом:
- электрификация: 96,7 %;
- водоснабжение: 82,1 %;
- водоотведение: 80,4 %.

## Фотографии

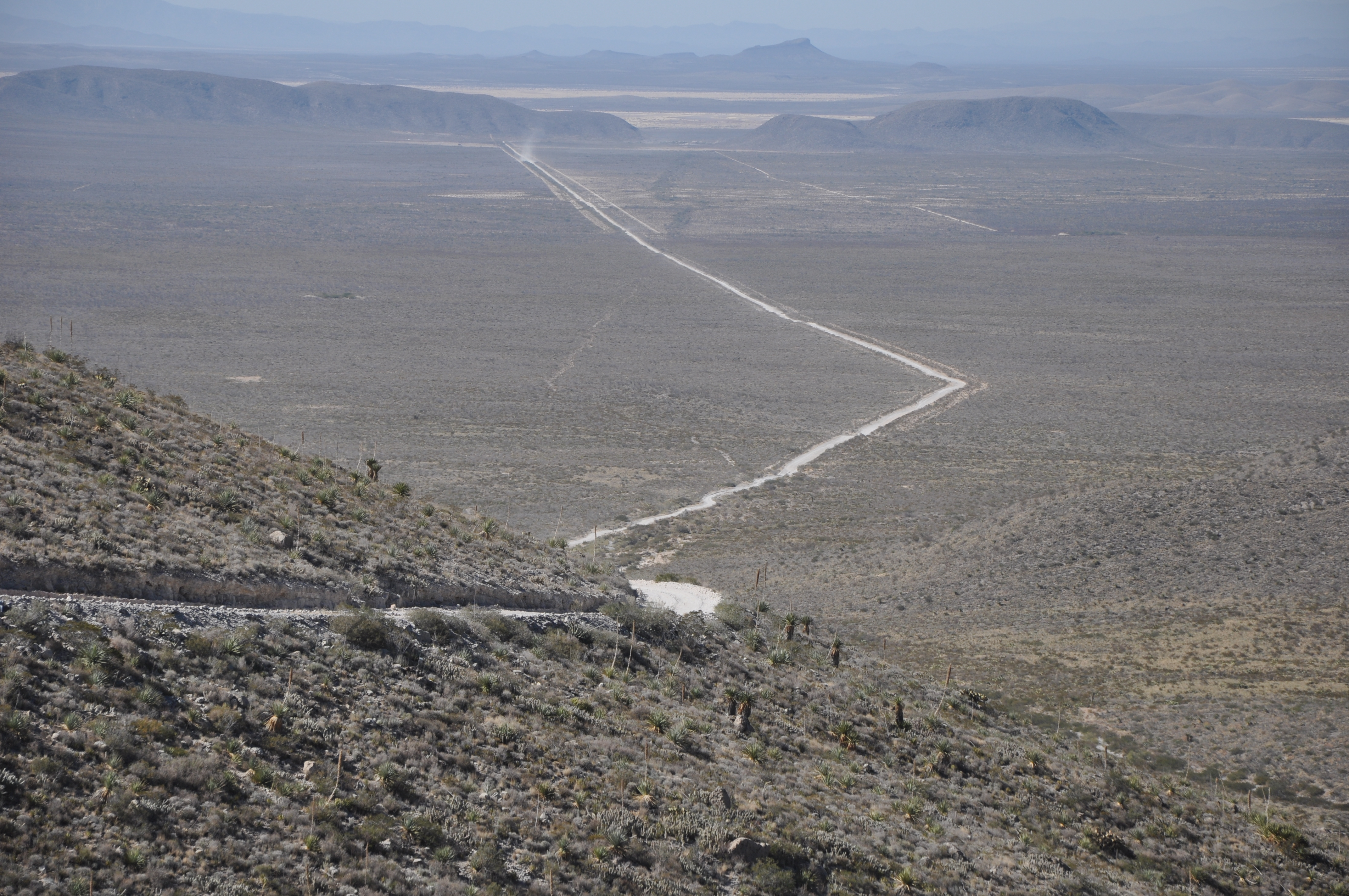
Возвышенность Сосая
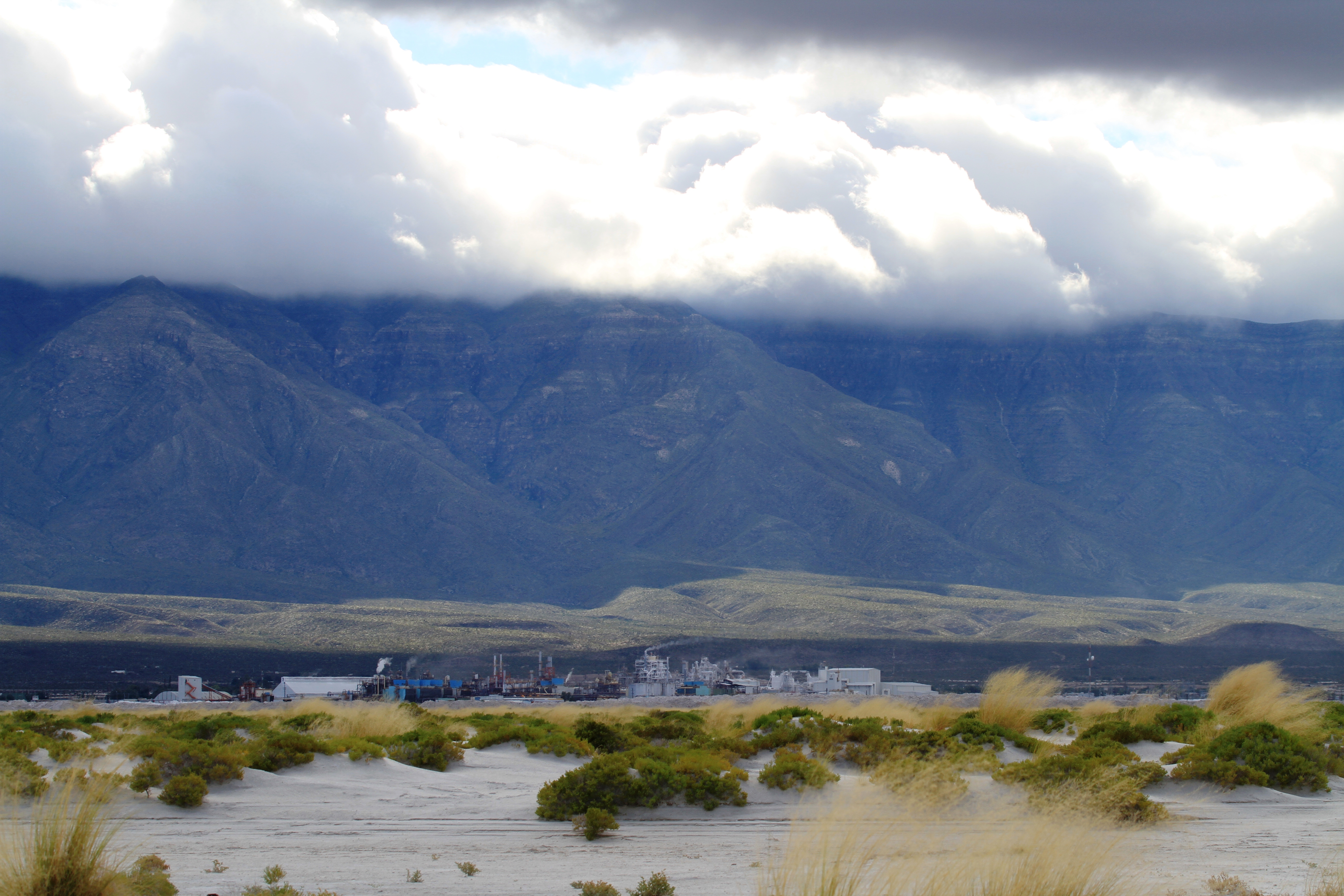
Вид на Кимика-дель-Рей